# Мужская сборная Черногории по баскетболу
Сборная Черногории по баскетболу — представляет Черногорию в международных баскетбольных соревнованиях и управляется Федерацией баскетбола Черногории (член ФИБА с 2006 года). По состоянию на 3 октября 2015 года занимает 72-е место в рейтинге ФИБА (25-е в Европе).
Свой первый матч сборная провела 13 августа 2008 года в Подгорице, со счётом 79:74 была обыграна сборная Боснии и Герцеговины. На матче, проходившем в спортивном центре «Морача», присутствовало 3 500 зрителей. В той игре принимали участие Боян Бакич, Небойша Богавац, Милош Борисов, Славко Вранеш, Владимир Голубович, Горан Йеретин, Иван Кольевич, Омар Кук, Иван Мараш, Горан Николич, Никола Пекович, Владо Шчепанович. Первым тренером сборной был Душко Вуйошевич.
На Чемпионат Европы по баскетболу 2015 команда не смогла пробиться, уступив в решающем матче голландцам (55:68).
В 2015 году сборная приняла участие в Играх малых государств Европы и уверенно выиграла все три матча. В 2019 году сборная впервые дебютировала на чемпионате мира по баскетболу.

## Тренеры сборной
- Душко Вуйошевич (2007—2010)
- Деян Радоньич (2010—2012)
- Лука Павичевич (2012—2014)
- Богдан Таньевич (2015—2017)
- Звездан Митрович (2017—2019)
- Бошко Радовац (2019—н. в.)

## Результаты
Чемпионат мира
- 2010 : не квалифицировалась
- 2014 : не квалифицировалась
- 2019 : 25°
- 2023 : 11°

Чемпионат Европы
- 2009 : не квалифицировалась
- 2011 : 21°
- 2013 : 17°
- 2015 : не квалифицировалась
- 2017 : 13°
- 2022 : 13°

## Состав
| Перейти к шаблону «Состав сборной Черногории по баскетболу» | Состав сборной Черногории по баскетболу |  |

| Поз. | №  | Имя             | Дата рождения (возраст)   | Рост   | Клуб           |
| ---- | -- | --------------- | ------------------------- | ------ | -------------- |
| Ц    | 4  | Никола Вучевич  | 24 октября 1990 (34 года) | 213 см | Орландо Мэджик |
| РЗ   | 5  | Дерек Нидхэм    | 20 октября 1990 (34 года) | 180 см | Морнар         |
| ЛФ   | 6  | Суад Шехович    | 19 февраля 1987 (38 лет)  | 197 см | Будучност      |
| ТФ   | 7  | Неманья Радович | 11 ноября 1991 (33 года)  | 208 см | Сарагоса       |
| АЗ   | 8  | Сеад Шехович    | 22 августа 1989 (35 лет)  | 196 см | Морнар         |
| АЗ   | 10 | Алекса Попович  | 31 июля 1987 (37 лет)     | 201 см | Ловчен         |
| Ц    | 11 | Марко Тодорович | 19 апреля 1992 (33 года)  | 211 см | Ховентут       |
| ТФ   | 14 | Боян Дубльевич  | 24 октября 1991 (33 года) | 205 см | Валенсия       |
| РЗ   | 20 | Никола Иванович | 19 февраля 1994 (31 год)  | 190 см | Будучност      |
| ЛФ   | 23 | Дино Радончич   | 8 января 1999 (26 лет)    | 203 см | Мурсия         |
| АЗ   | 30 | Петар Попович   | 13 сентября 1996 (28 лет) | 192 см | Будучност      |
| ТФ   | 51 | Милко Бьелица   | 4 июня 1984 (41 год)      | 207 см | Морнар         |